# Олсон, Флойд Бьёрнстьерне
Флойд Бьёрнстьерне Олсон (англ. Floyd Bjørnstjerne Olson; 13 ноября 1891, Миннеаполис — 22 августа 1936, Клиника Майо) — американский юрист и политик; выпускник Юридического колледжа Уильяма Митчелла (1915), являлся прокурором округа Хеннепин; 22-й губернатор Миннесоты с 1931 по 1936 год, член партии «Minnesota Farmer-Labor Party» — первый представитель данной партии, занявший пост губернатора в США; отличался популистской, полу-социалистической риторикой; умер от рака желудка.

## Биография
Был единственным сыном в семье норвежца и шведки. Работал на Северной тихоокеанской железной дороге, проучился год в Миннесотском университете, затем сменил множество работ в Канаде и на Аляске, пока не осел в Сиэтле, трудясь грузчиком и вступив в радикальный профсоюз Индустриальные рабочие мира. Вернувшись в Миннесоту, окончил Колледж права Уильяма Митчелла в 1915 году.